# Лав Мосин
Лав Александрович Мосин (рус. Лев Александрович Мосин; Русија, 7. децембар 1992) је руски атлетичар, чија је специјалност дисциплина трчање на 400 метара. Члан је АК Спутник из Нижњи Тагила.

## Спортска биографија
На првом великом такмичењу Европском првенству 2012. у Хелсинкију Мосин се такмичио у трци на 400 метара (46,77), али није успео да се пласира у финале.
Следеће године у Тампереу на Европском првенству за млађе сениоре 2013. победио је у трци на 400 м (45,51) и са штафетом 4 х 400 м (3:04,63). Исте године био је члан руске штафете 4 х 400 м на Светском првенству у Москви. Штафета је трчала у саставу: Максим Дилдин, Лав Мосин, Сергеј Петухов и Владимир Краснов и освојила бронзану медаљу са 2:59,90 иза штафета САД и Јамајке.